# توليسا
تولا باولينا «توليسا» كونتوستافلوس (بالإنجليزية: Tulisa Contostavlos)‏ (ولدت في 13 يوليو 1988) مغنية وكاتبة اغاني، ممثلة، وشخصية تلفزيونية إنجليزية، المعروف باسم توليسا ، كانت جزء من فرقة هيب هوب/بوب مع مجموعة ان-دوبز مع ابن عمها دابي وصديقها فازير (مغني راب)، حصلت على ألبومين حاصلين على البلاتين، وألبومين حاصلين على شهادات ذهبية، وخمس جوائز MOBO ، وأربع جولات رئيسية، جائزة بريت البريطانية، ثلاثة عشر أفضل 40 أغنية فردية، وستة أغاني فردية معتمدة وثلاث جوائز موسيقى حضرية.

## روابط خارجية
- الموقع الرسمي
- توليسا على موقع IMDb (الإنجليزية)
- توليسا على موقع ميوزك برينز (الإنجليزية)
- توليسا على موقع ديسكوغز (الإنجليزية)
- توليسا على موقع قاعدة بيانات الفيلم (الإنجليزية)